# Galatasaray SK (piłka siatkowa mężczyzn)

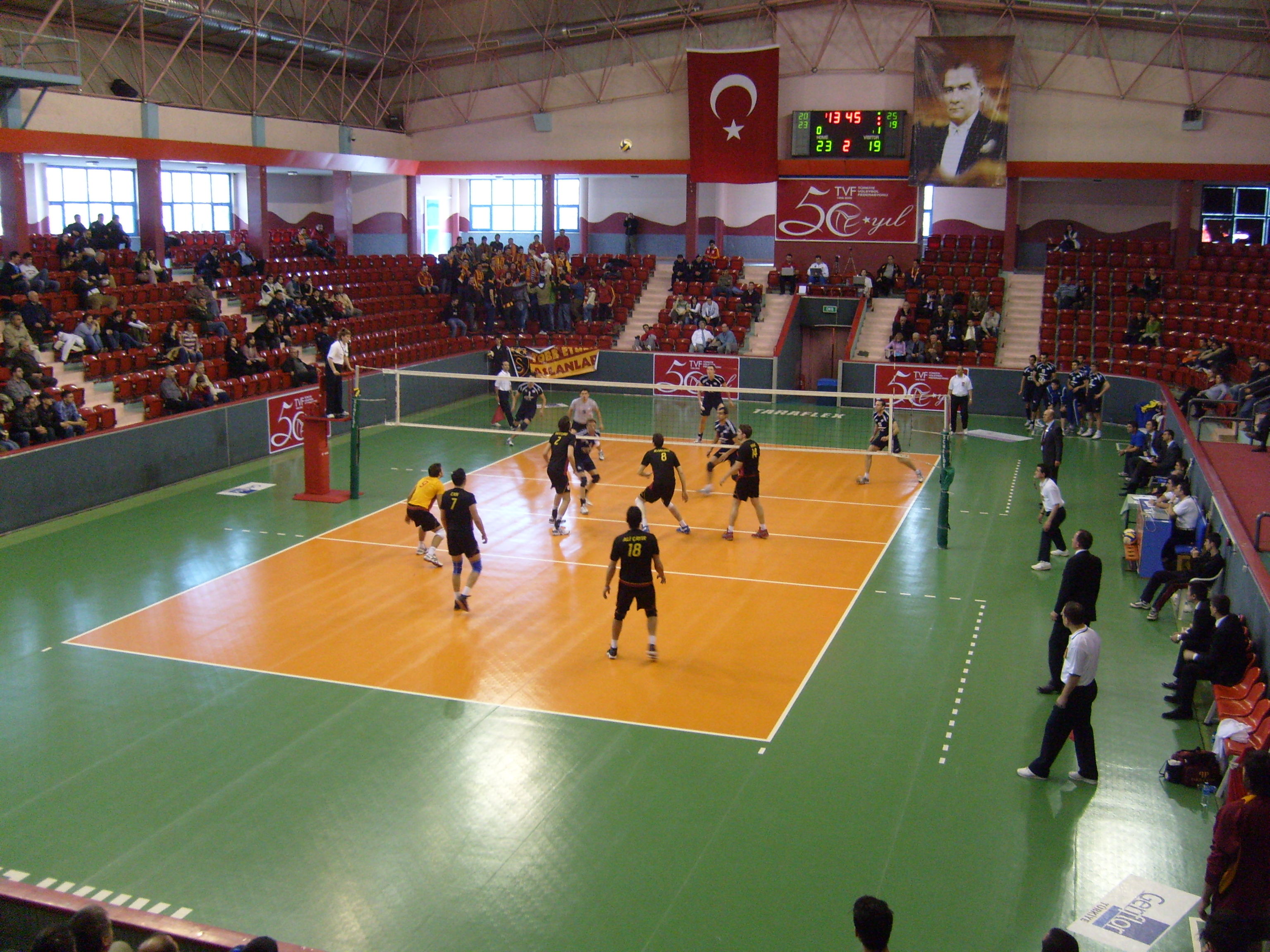
Zawodnicy Galatasaray SK podczas ligowego meczu w sezonie 2007/2008

Galatasaray SK Erkek Voleybol Takımı - sekcja siatkarska mężczyzn Galatasaray SK z siedzibą w Stambule, założonego w 1922 roku.

## Nazwy klubu
- 2011-2012 Galatasaray Yurtiçi Stambuł
- 2012-2013 Galatasaray Stambuł
- 2013-2015 Galatasaray FXTCR Stambuł
- 2015-2022 Galatasaray HDI Stambuł
- 2022- Galatasaray HDI Sigorta Stambuł

## Trenerzy
| Lata                      | Imię i nazwisko  |
| ------------------------- | ---------------- |
| 2002-2006                 | Işık Menküer     |
| 2009-2012                 | Işık Menküer     |
| 2012-2013 (do 20.02.2013) | Dragan Nešić     |
| 2013-2014 (od 20.02.2013) | Ahmet Reşat Arığ |
| 2014-2015                 | Flavio Gulinelli |
| 2015-2022                 | Nedim Özbey      |
| 2022-                     | Umut Çakır       |

## Sukcesy
Liga Stambuł:
- 1. miejsce (19x): 1932, 1935, 1941, 1944, 1945, 1950, 1953, 1954, 1955, 1956, 1957, 1959, 1960, 1961, 1962, 1963, 1964, 1965, 1966
- 2. miejsce (11x): 1936, 1941, 1942, 1943, 1948, 1949, 1951, 1952, 1958, 1967, 1968, 1969, 1970
- 3. miejsce (3x): 1928, 1929, 1946

 Mistrzostwo Turcji:
- 1. miejsce (16x): 1955‚ 1956‚ 1957, 1958, 1960‚ 1961‚ 1962‚ 1963‚ 1964‚ 1965‚ 1966‚ 1967‚ 1971‚ 1987‚ 1988, 1989
- 2. miejsce (6x):  1950, 1952, 1953, 1991, 1993, 2025[2]
- 3. miejsce (9x): 1959, 1969, 1972, 1984, 1986, 1994, 2013, 2019, 2021

 Puchar CEV:
- 2. miejsce (1x): 2019

 Superpuchar Turcji:
- 1. miejsce (1x): 2019

## Bilans sezon po sezonie
- Rozgrywki ligowe i Puchar Turcji w sezonie 2019/2020 w Turcji został przerwany z powodu rozprzestrzenia się koronawirusa

| Sezon     | Rozgrywki ligowe | Puchar Turcji               | Europejskie puchary              | Europejskie puchary     |
| Sezon     | Miejsce          | Puchar Turcji               | Rozgrywki klubowe                | Osiągnięcie             |
| --------- | ---------------- | --------------------------- | -------------------------------- | ----------------------- |
| 1998/1999 | 3. miejsce       | 2. miejsce                  |                                  |                         |
| 1999/2000 | 4. miejsce       |                             | Puchar Europy Zdobywców Pucharów | 4. miejsce              |
| 2000/2001 | 3. miejsce       |                             | Puchar CEV                       | II runda kwalifikacyjna |
| 2001/2002 | 7. miejsce       |                             | Puchar CEV                       | faza główna             |
| 2002/2003 | 8. miejsce       |                             |                                  |                         |
| 2003/2004 | 10. miejsce      |                             |                                  |                         |
| 2004/2005 | 12. miejsce      |                             |                                  |                         |
| 2005/2006 | 6. miejsce       |                             |                                  |                         |
| 2006/2007 | 10. miejsce      |                             |                                  |                         |
| 2007/2008 | 5. miejsce       |                             |                                  |                         |
| 2008/2009 | 6. miejsce       |                             | Puchar Challenge                 | ćwierćfinał             |
| 2009/2010 | 6. miejsce       | 2. miejsce                  |                                  |                         |
| 2010/2011 | 6. miejsce       |                             |                                  |                         |
| 2011/2012 | 5. miejsce       | 2. miejsce                  | Puchar Challenge                 | 1/8 finału              |
| 2012/2013 | 3. miejsce       | grupa finałowa - 4. miejsce | Puchar Challenge                 | ćwierćfinał             |
| 2013/2014 | 5. miejsce       | play off                    | Liga Mistrzów                    | faza grupowa            |
| 2014/2015 | 4. miejsce       | półfinał                    | Puchar Challenge                 | ćwierćfinał             |
| 2015/2016 | 6. miejsce       |                             | Puchar CEV                       | 1/16 finału             |
| 2015/2016 | 6. miejsce       | Puchar Challenge            | 1/8 finału                       |                         |
| 2016/2017 | 7. miejsce       | ćwierćfinał                 | Puchar Challenge                 | półfinał                |
| 2017/2018 | 4. miejsce       | ćwierćfinał                 |                                  |                         |
| 2018/2019 | 3. miejsce       | 2. miejsce                  | Puchar CEV                       | 2. miejsce              |
| 2019/2020 | —                | —                           | Puchar CEV                       | awans do 1/2 finału     |
| 2020/2021 | 3. miejsce       | ćwierćfinał                 | Puchar CEV                       | 1/8 finału              |
| 2021/2022 | 5. miejsce       | 2. miejsce                  | Puchar CEV                       | 1/8 finału              |
| 2022/2023 | 5. miejsce       | ćwierćfinał                 | Puchar CEV                       | runda play-off          |
| 2023/2024 | 4. miejsce       | ćwierćfinał                 | Puchar Challenge                 | półfinał                |
| 2024/2025 | 2. miejsce       | ćwierćfinał                 | Puchar CEV                       | 1/8 finału              |

| Sezon     | Rozgrywki ligowe | Europejskie puchary              | Europejskie puchary |
| Sezon     | Miejsce          | Rozgrywki klubowe                | Osiągnięcie         |
| --------- | ---------------- | -------------------------------- | ------------------- |
| 1970/1971 | 1. miejsce       |                                  |                     |
| 1971/1972 | 3. miejsce       |                                  |                     |
| 1972/1973 | 9. miejsce       |                                  |                     |
| 1973/1974 | 7. miejsce       |                                  |                     |
| 1974/1975 | 4. miejsce       |                                  |                     |
| 1975/1976 | 4. miejsce       |                                  |                     |
| 1976/1977 | 9. miejsce       |                                  |                     |
| 1977/1978 | 8. miejsce       |                                  |                     |
| 1978/1979 | 10. miejsce      |                                  |                     |
| 1979/1980 | 11. miejsce      |                                  |                     |
| 1980/1981 | 8. miejsce       |                                  |                     |
| 1981/1982 | 10. miejsce      |                                  |                     |
| 1982/1983 | 6. miejsce       |                                  |                     |
| 1983/1984 | 3. miejsce       |                                  |                     |
| 1984/1985 | 6. miejsce       | Puchar Europy Zdobywców Pucharów | 1/8 finału          |
| 1985/1986 | 3. miejsce       |                                  |                     |
| 1986/1987 | 1. miejsce       | Puchar CEV                       |                     |
| 1987/1988 | 1. miejsce       | Puchar Europy Mistrzów Klubowych | 1/8 finału          |
| 1988/1989 | 1. miejsce       | Puchar Europy Mistrzów Klubowych | runda wstępna       |
| 1989/1990 | 4. miejsce       | Puchar Europy Mistrzów Klubowych | runda wstępna       |
| 1990/1991 | 2. miejsce       | Puchar CEV                       | II runda            |
| 1991/1992 | 6. miejsce       | Puchar CEV                       | 4. miejsce          |
| 1992/1993 | 2. miejsce       |                                  |                     |
| 1993/1994 | 3. miejsce       | Puchar CEV                       | 1/8 finału          |
| 1994/1995 | 4. miejsce       |                                  |                     |
| 1995/1996 | 8. miejsce       | Puchar CEV                       | faza główna         |
| 1996/1997 | 4. miejsce       |                                  |                     |
| 1997/1998 | 4. miejsce       | Puchar CEV                       | faza główna         |

Poziom rozgrywek:
     pierwszy, najwyższy ogólnokrajowy
     drugi
     trzeci
     czwarty
     piąty

## Polacy w klubie
| Lata gry  | Imię i nazwisko   |
| --------- | ----------------- |
| 1999-2001 | Dariusz Stanicki  |
| 2001-2002 | Andrzej Szewiński |
| 2016-2017 | Zbigniew Bartman  |

## Kadra

### Sezon 2025/2026[3]
| Nr                     | Imię i nazwisko  | Data ur. | Wzrost | Pozycja      |
| ---------------------- | ---------------- | -------- | ------ | ------------ |
| 5                      | Hasan Yeşilbudak | 1984     | 190    | libero       |
| 7                      | Ahmet Tümer      | 2001     | 203    | środkowy     |
| 9                      | Jean Patry       | 1996     | 207    | atakujący    |
| 10                     | Arslan Ekşi      | 1985     | 199    | rozgrywający |
| 12                     | Victor Cardoso   | 1999     | 200    | przyjmujący  |
| 15                     | Caner Ergül      | 1994     | 187    | libero       |
| 17                     | Doğukan Ulu      | 1995     | 201    | środkowy     |
| Potwierdzone transfery |                  |          |        |              |
|                        | Thomas Jaeschke  | 1993     | 200    | przyjmujący  |
|                        | Stephen Maar     | 1994     | 201    | przyjmujący  |
|                        | Roamy Alonso     | 1997     | 202    | środkowy     |
|                        | Gökçen Yüksel    | 2004     | 204    | przyjmujący  |
|                        | Faik Samet Güneş | 1993     | 205    | środkowy     |
|                        | Onur Günaydı     | 2002     | 202    | przyjmujący  |
|                        | Can Koç          | 2003     | 200    | atakujący    |

### Sezon 2024/2025
| Nr | Imię i nazwisko              | Data ur. | Wzrost | Pozycja      |
| -- | ---------------------------- | -------- | ------ | ------------ |
| 1  | Martin Atanasow              | 1996     | 198    | przyjmujący  |
| 2  | Jiří Kovář                   | 1989     | 202    | przyjmujący  |
| 3  | Muzaffer Yönet               | 1997     | 197    | rozgrywający |
| 5  | Hasan Yeşilbudak             | 1984     | 190    | libero       |
| 9  | Jean Patry                   | 1996     | 207    | atakujący    |
| 10 | Arslan Ekşi                  | 1985     | 199    | rozgrywający |
| 12 | Victor Cardoso               | 1999     | 200    | przyjmujący  |
| 12 | Aykut Acar                   | 2000     | 196    | środkowy     |
| 13 | Oğuzhan Karasu               | 1995     | 203    | środkowy     |
| 14 | Selim Kalayci                | 2000     | 206    | atakujący    |
| 16 | Onur Günaydı (do 05.01.2025) | 2002     | 202    | przyjmujący  |
| 18 | Ivan Zaytsev (od 27.12.2024) | 1988     | 202    | przyjmujący  |
| 23 | Osman Çağatay Durmaz         | 1996     | 200    | środkowy     |
| 27 | Doğukan Ulu                  | 1995     | 201    | środkowy     |
| 35 | Caner Ergül                  | 1994     | 187    | libero       |
| 37 | Ahmet Tümer                  | 2001     | 203    | środkowy     |

### Sezon 2023/2024
| Nr | Imię i nazwisko       | Data ur. | Wzrost | Pozycja      |
| -- | --------------------- | -------- | ------ | ------------ |
| 1  | Nikola Mijailović     | 1989     | 191    | przyjmujący  |
| 2  | Jan Hadrava           | 1991     | 199    | atakujący    |
| 5  | Baturalp Burak Güngör | 1993     | 189    | przyjmujący  |
| 7  | Ahmet Tümer           | 2001     | 203    | środkowy     |
| 9  | Beytullah Hatipoğlu   | 1992     | 195    | libero       |
| 10 | Muzaffer Yönet        | 1997     | 197    | rozgrywający |
| 11 | Miran Kujundžić       | 1997     | 196    | przyjmujący  |
| 12 | Aykut Acar            | 2000     | 196    | środkowy     |
| 13 | Oğuzhan Karasu        | 1995     | 203    | środkowy     |
| 14 | Selim Kalayci         | 2000     | 206    | atakujący    |
| 16 | Onur Günaydı          | 2002     | 202    | przyjmujący  |
| 17 | Jan Zimmermann        | 1993     | 190    | rozgrywający |
| 19 | Ozan Ataseven         | 2004     | 188    | libero       |
| 23 | Osman Çağatay Durmaz  | 1996     | 200    | środkowy     |

### Sezon 2022/2023
| Nr | Imię i nazwisko       | Data ur. | Wzrost | Pozycja      |
| -- | --------------------- | -------- | ------ | ------------ |
| 1  | Selçuk Keskin         | 1982     | 194    | rozgrywający |
| 3  | Melih Siratca         | 1996     | 195    | przyjmujący  |
| 4  | Baturalp Burak Güngör | 1993     | 189    | przyjmujący  |
| 5  | Beytullah Hatipoğlu   | 1992     | 195    | libero       |
| 6  | Thomas Edgar          | 1989     | 212    | atakujący    |
| 7  | Orçun Ergün           | 1992     | 195    | rozgrywający |
| 8  | Onurcan Çakır         | 1995     | 188    | libero       |
| 9  | Hakkı Çapkınoğlu      | 1990     | 200    | środkowy     |
| 10 | Aykut Acar            | 2000     | 196    | środkowy     |
| 11 | Hakan Uygunoglu       | 2002     | 190    | rozgrywający |
| 12 | Morteza Szarifi       | 1999     | 193    | przyjmujący  |
| 13 | Oğuzhan Karasu        | 1995     | 203    | środkowy     |
| 14 | Selim Kalayci         | 2000     | 206    | atakujący    |
| 15 | Emir Kaan Öztürk      | 2000     | 210    | środkowy     |
| 16 | Onur Günaydı          | 2002     | 202    | przyjmujący  |
| 19 | Yasin Aydın           | 1995     | 195    | przyjmujący  |

### Sezon 2021/2022
| Nr | Imię i nazwisko                | Data ur. | Wzrost | Pozycja      |
| -- | ------------------------------ | -------- | ------ | ------------ |
| 1  | Yasin Aydın                    | 1995     | 195    | przyjmujący  |
| 3  | Melih Siratca                  | 1996     | 195    | przyjmujący  |
| 5  | Beytullah Hatipoğlu            | 1992     | 195    | libero       |
| 7  | Vahit Emre Savaş               | 1995     | 200    | środkowy     |
| 8  | Burutay Subaşı (do 21.01.2022) | 1990     | 197    | przyjmujący  |
| 9  | Hakkı Çapkınoğlu               | 1990     | 200    | środkowy     |
| 10 | Murat Yenipazar                | 1993     | 193    | rozgrywający |
| 11 | Maurice Torres                 | 1991     | 201    | atakujący    |
| 12 | Lukáš Diviš (od 24.11.2021)    | 1986     | 201    | przyjmujący  |
| 13 | Cansın Hacıbekiroğlu           | 1987     | 202    | środkowy     |
| 14 | Selim Kalayci                  | 2000     | 206    | atakujący    |
| 17 | Doğukan Ulu                    | 1995     | 201    | środkowy     |
| 18 | Onurcan Çakır                  | 1995     | 188    | libero       |
| 77 | Marko Sedlaček                 | 1996     | 202    | przyjmujący  |

### Sezon 2020/2021
| Nr | Imię i nazwisko                                       | Data ur. | Wzrost | Pozycja      |
| -- | ----------------------------------------------------- | -------- | ------ | ------------ |
| 1  | Selçuk Keskin                                         | 1982     | 193    | rozgrywający |
| 2  | Batuhan Avcı                                          | 2000     | 203    | przyjmujący  |
| 3  | Melih Siratca                                         | 1996     | 195    | przyjmujący  |
| 4  | Ertuğrul Gazi Metin                                   | 1996     | 202    | środkowy     |
| 5  | Osmany Uriarte Mestre (od 30.11.2020) (do 22.12.2020) | 1995     | 197    | przyjmujący  |
| 7  | Vahit Emre Savaş                                      | 1995     | 200    | środkowy     |
| 8  | Burutay Subaşı                                        | 1990     | 197    | przyjmujący  |
| 9  | Yasin Aydın                                           | 1995     | 195    | przyjmujący  |
| 10 | Murat Yenipazar                                       | 1993     | 193    | rozgrywający |
| 11 | Maurice Torres                                        | 1991     | 201    | atakujący    |
| 12 | Jurij Bierieżko (od 20.01.2021)                       | 1984     | 198    | przyjmujący  |
| 14 | Selim Kalayci                                         | 2000     | 206    | atakujący    |
| 16 | Burak Mert                                            | 1990     | 185    | libero       |
| 17 | Doğukan Ulu                                           | 1995     | 201    | środkowy     |
| 18 | Onurcan Çakır                                         | 1995     | 188    | libero       |

### Sezon 2019/2020
| Nr | Imię i nazwisko     | Data ur. | Wzrost | Pozycja      |
| -- | ------------------- | -------- | ------ | ------------ |
| 1  | Selçuk Keskin       | 1982     | 193    | rozgrywający |
| 2  | Muzaffer Yönet      | 1997     | 190    | rozgrywający |
| 3  | Melih Siratca       | 1996     | 195    | przyjmujący  |
| 4  | Ertuğrul Gazi Metin | 1996     | 202    | środkowy     |
| 5  | Oleg Antonow        | 1988     | 198    | przyjmujący  |
| 6  | Oliver Venno        | 1990     | 210    | atakujący    |
| 7  | Vahit Emre Savaş    | 1995     | 200    | środkowy     |
| 8  | Burutay Subaşı      | 1990     | 197    | przyjmujący  |
| 9  | Yasin Aydın         | 1995     | 195    | przyjmujący  |
| 10 | Burak Mert          | 1990     | 185    | libero       |
| 12 | Lucas Van Berkel    | 1991     | 208    | środkowy     |
| 14 | Selim Kalayci       | 2000     | 206    | atakujący    |
| 17 | Doğukan Ulu         | 1995     | 201    | środkowy     |
| 18 | Onurcan Çakır       | 1995     | 188    | libero       |

### Sezon 2018/2019
| Nr | Imię i nazwisko              | Data ur. | Wzrost | Pozycja      |
| -- | ---------------------------- | -------- | ------ | ------------ |
| 1  | Selçuk Keskin                | 1982     | 193    | rozgrywający |
| 2  | Muzaffer Yönet               | 1997     | 190    | rozgrywający |
| 3  | Melih Siratca                | 1996     | 195    | przyjmujący  |
| 4  | Ertuğrul Gazi Metin          | 1996     | 202    | środkowy     |
| 5  | Oleg Antonow (od 26.01.2019) | 1988     | 198    | przyjmujący  |
| 6  | Oliver Venno                 | 1990     | 210    | atakujący    |
| 7  | Justin Duff                  | 1988     | 202    | środkowy     |
| 8  | Onurcan Çakır                | 1995     | 188    | libero       |
| 9  | Yasin Aydın                  | 1995     | 195    | przyjmujący  |
| 10 | Can Ayvazoğlu                | 1979     | 190    | libero       |
| 11 | Özgür Türkmen                | 1998     | 190    | przyjmujący  |
| 12 | Emin Gök                     | 1988     | 204    | środkowy     |
| 15 | Roland Gergye                | 1993     | 200    | przyjmujący  |
| 16 | Ufuk Minici                  | 1991     | 202    | atakujący    |
| 17 | Doğukan Ulu                  | 1995     | 201    | środkowy     |

### Sezon 2017/2018
| Nr | Imię i nazwisko     | Data ur. | Wzrost | Pozycja      |
| -- | ------------------- | -------- | ------ | ------------ |
| 1  | Boğaçhan Zambak     | 1994     | 191    | rozgrywający |
| 2  | Teodor Todorow      | 1989     | 208    | środkowy     |
| 3  | Melih Siratca       | 1996     | 195    | przyjmujący  |
| 4  | Ertuğrul Gazi Metin | 1996     | 202    | środkowy     |
| 6  | Özgür Türkmen       | 1998     | 190    | przyjmujący  |
| 7  | Olieg Achrem        | 1983     | 195    | przyjmujący  |
| 8  | Onurcan Çakır       | 1995     | 188    | libero       |
| 9  | Yasin Aydın         | 1995     | 195    | przyjmujący  |
| 10 | Can Ayvazoğlu       | 1979     | 190    | libero       |
| 11 | Hüseyin Koç         | 1979     | 197    | rozgrywający |
| 12 | Emin Gök            | 1988     | 204    | środkowy     |
| 13 | Daudi Okello        | 1995     | 201    | atakujący    |
| 16 | Ufuk Minici         | 1991     | 202    | atakujący    |
| 17 | Doğukan Ulu         | 1995     | 201    | środkowy     |

### Sezon 2016/2017
| Nr | Imię i nazwisko       | Data ur. | Wzrost | Pozycja               |
| -- | --------------------- | -------- | ------ | --------------------- |
| 2  | Emre Unlu             | 1995     | 189    | przyjmujący           |
| 3  | Melih Siratca         | 1996     | 195    | przyjmujący           |
| 4  | Murathan Kisal        | 1989     | 196    | środkowy              |
| 5  | Berkay Ozdemir        | 1994     | 185    | rozgrywający          |
| 6  | Yasin Aydın           | 1995     | 195    | przyjmujący           |
| 7  | Halil Ibrahim Akseker | 1987     | 200    | środkowy              |
| 8  | Halil İbrahim Yücel   | 1989     | 195    | przyjmujący           |
| 9  | Zbigniew Bartman      | 1987     | 198    | przyjmujący/atakujący |
| 10 | Can Ayvazoğlu         | 1979     | 190    | libero                |
| 11 | Hüseyin Koç           | 1979     | 197    | rozgrywający          |
| 12 | Emin Gök              | 1988     | 204    | środkowy              |
| 14 | Adis Lagumdzija       | 1999     | 210    | atakujący             |
| 15 | Samuel Tuia           | 1986     | 195    | przyjmujący           |
| 17 | Doğukan Ulu           | 1995     | 201    | środkowy              |

### Sezon 2015/2016
| Nr | Imię i nazwisko       | Data ur. | Wzrost | Pozycja      |
| -- | --------------------- | -------- | ------ | ------------ |
| 1  | Bogachan Zambak       | 1994     | 191    | rozgrywający |
| 3  | Melih Siratca         | 1996     | 195    | przyjmujący  |
| 4  | Doğukan Ulu           | 1995     | 201    | środkowy     |
| 5  | Inoslav Krnić         | 1979     | 192    | rozgrywający |
| 6  | Halil İbrahim Yücel   | 1989     | 195    | przyjmujący  |
| 7  | Liberman Agamez       | 1985     | 207    | atakujący    |
| 8  | Onurcan Çakir         | 1995     | 188    | libero       |
| 9  | Yasin Aydın           | 1995     | 195    | środkowy     |
| 10 | Can Ayvazoğlu         | 1979     | 190    | libero       |
| 11 | İbrahim Emet          | 1986     | 208    | środkowy     |
| 12 | Emin Gök              | 1988     | 204    | środkowy     |
| 14 | Eemi Tervaportti      | 1989     | 193    | rozgrywający |
| 16 | Joseph Sunder         | 1989     | 204    | przyjmujący  |
| 17 | Halil Ibrahim Akseker | 1987     | 200    | środkowy     |
| 18 | Milan Katić           | 1993     | 201    | przyjmujący  |

### Sezon 2014/2015
| Nr | Imię i nazwisko       | Data ur. | Wzrost | Pozycja      |
| -- | --------------------- | -------- | ------ | ------------ |
| 1  | Bogachan Zambak       | 1994     | 191    | rozgrywający |
| 3  | Melih Siratca         | 1996     | 195    | przyjmujący  |
| 4  | Safa Urlu             | 1994     | 195    | przyjmujący  |
| 5  | Doğukan Ulu           | 1995     | 201    | środkowy     |
| 7  | Halil Ibrahim Akseker | 1987     | 200    | środkowy     |
| 8  | Onurcan Çakir         | 1995     | 188    | libero       |
| 9  | Yasin Aydın           | 1995     | 195    | środkowy     |
| 10 | Selçuk Keskin         | 1982     | 193    | rozgrywający |
| 11 | İbrahim Emet          | 1986     | 208    | środkowy     |
| 13 | Kamil Baránek         | 1983     | 198    | przyjmujący  |
| 14 | Hakan Polat           | 1989     | 195    | środkowy     |
| 15 | Samuel Tuia           | 1986     | 195    | przyjmujący  |
| 17 | Mehmet Ozbek          | 1984     | 183    | libero       |
| 18 | Filip Rejlek          | 1981     | 198    | atakujący    |

### Sezon 2013/2014
| Nr | Imię i nazwisko      | Data ur. | Wzrost | Pozycja      |
| -- | -------------------- | -------- | ------ | ------------ |
| 1  | Oğuzhan Tarakçı      | 1993     | 196    | atakujący    |
| 2  | Ahmed Abdel Naeim    | 1984     | 198    | atakujący    |
| 3  | Melih Siratca        | 1996     | 195    | przyjmujący  |
| 4  | Abdalla Ahmed        | 1983     | 197    | rozgrywający |
| 6  | Yasin Aydın          | 1995     | 195    | środkowy     |
| 7  | Sinan Cem Tanık      | 1980     | 198    | przyjmujący  |
| 8  | Onurcan Çakir        | 1995     | 188    | libero       |
| 9  | Muhammet Ertugrul    | 1989     | 200    | środkowy     |
| 10 | Bogachan Zambak      | 1994     | 191    | rozgrywający |
| 11 | İbrahim Emet         | 1986     | 208    | środkowy     |
| 12 | Henry Bell Cisnero   | 1981     | 188    | przyjmujący  |
| 15 | Cansin Hacibekiroglu | 1987     | 200    | środkowy     |
| 16 | Ferhat Akdeniz       | 1986     | 202    | środkowy     |
| 17 | Firat Filiz Ezel     | 1988     | 198    | przyjmujący  |
| 18 | Mehmet Ozbek         | 1984     | 183    | libero       |